# Hoya oreostemma
Hoya oreostemma är en oleanderväxtart som beskrevs av Rudolf Schlechter. Hoya oreostemma ingår i släktet Hoya och familjen oleanderväxter. Inga underarter finns listade i Catalogue of Life.